# Lonneke Slöetjes
Lonneke Slöetjes (15. listopadu 1990, Varsseveld) je nizozemská volejbalistka a reprezentantka Nizozemska ve volejbale. Hraje na diagonální pozici.

## Týmové úspěchy
Mistrovství Itálie:
- 2014

Liga mistryň CEV:
- 2017, 2018
- 2016

Turecké mistrovství:
- 2016, 2018, 2019[2]
- 2017

Mistrovství světa klubů:
- 2017, 2018
- 2016

Turecký superpohár:
- 2017

Turecké pohár:
- 2018

## Úspěchy v národním týmu Nizozemska
Volley Masters Montreux:
- 2015

Mistrovství Evropy:
- 2015, 2017

Světová Grand Prix:
- 2016

## Individuální ocenění
- 2015: Nejlepší diagonální hráčka Mistrovství Evropy
- 2015: Nejlepší diagonální hráčka Volley Masters Montreux
- 2016: Nejlepší diagonální hráčka Světové Grand Prix
- 2016: Nejlepší diagonální hráčka Olympijských her
- 2017: Nejlepší diagonální hráčka Ligy mistryň CEV
- 2017: Nejlepší diagonální hráčka Mistrovství Evropy